# Buraiha
Buraiha hay Vô Lại Phái  (無頼派 buraiha, văn phái của sự vô trách nhiệm và suy đồi) là một nhóm các nhà văn phóng đãng, phô bày sự vô mục đích và khủng hoảng bản sắc của thời kì hậu Thế chiến II tại Nhật Bản.

## Thành viên
Thuật ngữ Vô Lại Phái thường được nhắc nhiều về nhà văn Sakaguchi Ango, Dazai Osamu và Oda Sakunosuke. Tuy nhiên, vẫn có một số người khác cũng được nhắc tới như những người thuộc về văn phái vô lại như Ishikawa Jun, Sei Itō, Takami Jun, Hidemitsu Tanaka và Dan Kazuo. Theo Okuno Takeo, văn phái này cũng bao gồm cả Jūrō Miyoshi và Hirabayashi Taiko.

## Lối sống
Các nhà văn thuộc văn phái này đôi khi được gọi là "những kẻ phóng đãng suy đồi" ở phương Tây vì lối sống của họ: thường xuyên lui đến các quán rượu, sử dụng chất ma tuý và kích thích, thường xuyên có quan hệ tình dục ngoài luồng. Một ví dụ điển hình là Sakaguchi Ango, người đã chấn động công chúng Nhật Bản khi xuất bản một bài tiểu luận mang tựa đề Trụy Lạc Luận (堕落 論 darakuron, Luận về sự suy đồi). Theo như một nhà phê bình khác bình luận, tác phẩm này "cho phép người dân Nhật Bản, đặc biệt là các thanh thiếu niên Nhật Bản chuộc lại ý thức về bản thân và bắt đầu cuộc sống sau giai đoạn hậu chiến".

## Thuật ngữ
Thuật ngữ "burai", là thuật ngữ của các nhà phê bình bảo thủ, ám chỉ những người có hành vi chống lại các tập quán xã hội truyền thống. Bởi vì các tác phẩm của họ có bản chất là "lật đổ" nền văn học đương thời nên ban đầu chúng được gọi là Shingesakuha (新 戯 作派 作派 Tân Phái Gesaku) sau một phong trào văn học thời Edo, nhưng các thuật ngữ này sau đó đã được thay thế vì các tác phẩm đã từng không được kính trọng cho lắm trước đây trở nên nổi tiếng.